# 帕塔拉
帕塔拉（Patala），是印度北方邦Ghaziabad县的一个城镇。总人口9730（2001年）。

## 人口
该地2001年总人口9730人，其中男性5285人，女性4445人；0—6岁人口1352人，其中男762人，女590人；识字率61.31%，其中男性为70.37%，女性为50.53%。